# Рустамов, Мазахир Иззет оглы

Памятный барельеф посвящённый Мазахиру Рустамову на одноимённой улице в Ахмедли (Баку)

Мазахир Иззет оглы Рустамов (азерб. Məzahir İzzət oğlu Rüstəmov; 2 марта 1960, Баку — 6 августа 1992, Кедабекский район) — военнослужащий Вооружённых сил Республики Азербайджан. Национальный герой Азербайджана (1992).

## Биография
Родился 2 марта 1960 года в городе Баку в семье интеллигентов. Назван в честь участника Великой Отечественной войны лётчика Мазахира Абасова. В 1977 году завершил обучение в средней школе № 32 Низаминского района. В 1978 году поступил на исторический факультет Азербайджанского государственного университета. В 1983 году с отличием закончил учёбу в высшем учебном заведении.
С 1986 года начал работать старшим лаборантом на кафедре философии Азербайджанского института инженеров архитектуры и строительства. В 1990 году работал в Министерстве печати в должности заведующего отделом книжных связей с зарубежными странами.
23 марта 1992 года добровольно вступил в Национальную армию Азербайджана. Был назначен командиром взвода. Позднее назначен заместителем командира роты.
В зоне боевых действий действовал не только как солдат и наставник, но и как разведчик. В результате его разведывательных операций было уничтожено много огневых точек противника.
5 августа 1992 года противник перешёл во внезапное наступление, чтобы захватить село Мутударе. Силы противника составляли около 1 тысячи единиц живой силы, 4 танка, 14 бронемашин и другой техники. Первый удар принял на себя отряд старшего лейтенанта Мазахира Рустамова. Бойцы его отряда создали условия для выхода мирного населения из села. В неравном бою Мазахир Рустамов героически погиб. Чтобы не оказаться в плену врага, Мазахир взорвал себя и подошедших бойцов противника ручной гранатой.
Мазахир был женат, воспитывал дочь.
Указом Президента Азербайджана № 457 от 5 февраля 1993 года Мазахиру Иззет оглы Рустамову присвоено звание Национального героя Азербайджана (посмертно).
Похоронен в Аллее шахидов города Баку.

## Память
- Школа № 32 города Баку, где учился Мазахир, а также одна из улиц в посёлке Ахмедли носят имя Мазахира Рустамова.
- В Кедабекском районе Национальному герою установлен памятник из бронзы.
- О Рустамове изданы книги «Расскажи маме», «Жизнь, ставшая легендой», «Дорога в Ардаган», обширные статьи во многих местных газетах и журналах, а также в турецких газетах «Хюрриет» и «Заман».
- В 2013 году о нём был снят документально-художественный фильм «Герои неприступной крепости», рассказывающий о жизненном и боевом пути его и трёх других национальных героев из Кедабекского района — Искендера Азнаурова, Ильхама Алиева и Айтекина Мамедова[6].